# Comune di Køge
Il comune di Køge è un comune danese situato nella regione della Selandia con sede amministrativa nella cittadina omonima.
Il comune è stato riformato in seguito alla riforma amministrativa del 1º gennaio 2007 accorpando il precedente comune di Skovbo.

## Centri abitati
I centri abitati principali del comune sono:
- Køge (38 647)
- Borup (4 844)
- Bjæverskov (3 211)
- Ejby (3 130)